# Szerir

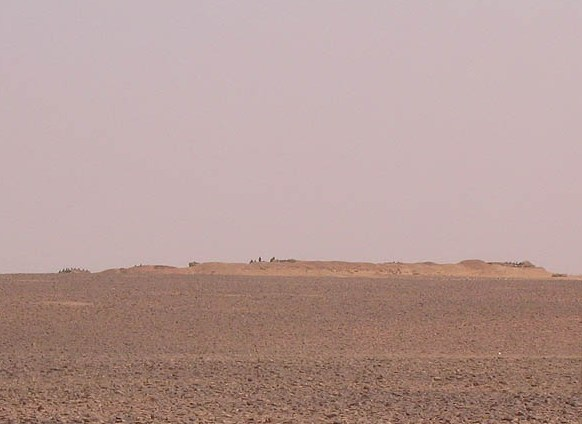
Kavicssivatag Nyugat-Szaharában

A szerir (berber: serir, kb. ’alacsonyan fekvő’) a sivatagok egyik típusa. Magyarul kavicssivatagnak nevezzük, de a magyar földrajzi nyelv átvette a berber megnevezést. A szerirek jellemzője a kopár felszínt borító kavicsok sokasága. A kavicssivatagokat a Kelet-Szaharában szerirnek, míg Nyugat-Szaharában regnek nevezik.

## Kialakulása
A szerirek egykor folyóvíz járta területeken jönnek létre. Az egykori folyók medrének kavicsai közül a sivatagi szél elszállította a homokot és a törmelékszemcséket, így a mederben csupán a nagyobb méretű kavicsok maradtak hátra, amelyeket a légmozgás nem volt képes elmozgatni. A terület az anyagvesztés miatt pusztuló, a szerir tehát deflációs forma.
A szerirek jellemzői az ún. sarkos kavicsok, amelyeket a szél által szállított törmelék alakít ki. A sivatag felszínén fekvő kavicsokat a széllel mozgó törmelékszemcsék koptatják. Ám míg a koptatás a kavics földfelszín felett lévő részét pusztítja, addig a földdel érintkező oldala sértetlen marad. A szél koptató munkája így furcsa, félbevágottnak tűnő kavicsokat alakít ki.
A szerireket durva (6-60 milliméter közötti kavicsok), illetve finom (2-6 milliméteres kavicsok) kategóriába sorolják. A Szahara területének mintegy 10%-át borítják kavicssivatagok.

## Előfordulása
A szerirek  a Szaharában a sivatag szívében fekvő fennsíkok hordalékkúpjai körül alakulnak ki. A trópusi vidékeken túl kavicssivatagokat láthatunk az Atacama-sivatagban és Irán délkeleti vidékén is. A Germán-Lengyel síkságon a kainozoikumi eljegesedés üledékeiben találhatunk kavicssivatagok nyomaira.

## Fordítás
- Ez a szócikk részben vagy egészben  a   Serir című német Wikipédia-szócikk ezen változatának fordításán alapul.  Az eredeti cikk szerkesztőit annak laptörténete sorolja fel. Ez a jelzés csupán a megfogalmazás eredetét és a szerzői jogokat jelzi, nem szolgál a cikkben szereplő információk forrásmegjelöléseként.